# Enlil-kudurri-usur
Enlil-kudurri-usur (akad. Enlil-kudurrī-uṣur, tłum. „boże Enlilu strzeż mego syna”) – król Asyrii, syn Tukulti-Ninurty I, wuj Aszur-nirari III; według Asyryjskiej listy królów panować miał przez 5 lat. Jego rządy datowane są na lata 1196-1192 p.n.e.
Objął tron w wyniku przewrotu pałacowego. Następnie zaatakował Babilonię, lecz bez większych sukcesów. Prawdopodobnie poległ w czasie tej kampanii. Chaos, który zapanował wtedy w Asyrii umożliwił żyjącemu w Babilonie asyryjskiemu arystokracie Ninurta-apil-Ekurowi, będącemu potomkiem asyryjskiego króla Eriba-Adada I (1390-1364 p.n.e.), rozpoczęcie z kasycką pomocą walki o władzę nad krajem.